# گابریل دورزیا
گابریل دورزیا (فرانسوی: Gabrielle Dorziat‎؛ ۱۵ ژانویهٔ ۱۸۸۰ – ۳۰ نوامبر ۱۹۷۹) بازیگر اهل فرانسه بود.
او یکی از افراد تأثیرگذار در تعیین مُد در پاریس بود و نام تجاری «کوکو شانل» را بر سرزبان‌ها انداخت. «سالن تئاتر و سینمای گابریل دورزیا» در شهر اپرنه به افتخار او نام‌گذاری شده است.
وی یکی از برندگان نشانِ لژیون دونور است.

## گزیدهٔ فیلم‌شناسی
- مادام دو باری (۱۹۵۴)
- منون (۱۹۴۹)
- آقای ونسان (۱۹۴۷)
- سامسون (۱۹۳۶)